# Simon de Sandol-Roy

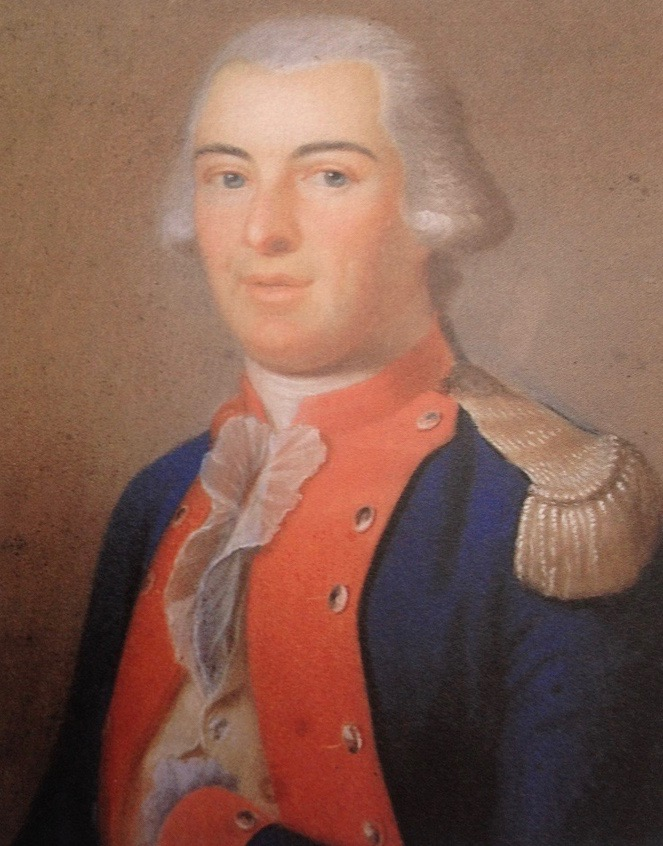
Porträt von Simon de Sandol-Roy, vor 1772

Simon de Sandol-Roy (* 16. Juli 1754 in Neuenburg; † 18. März 1831 ebenda) war ein Schweizer Offizier in fremden Diensten und als Generalmajor Oberbefehlshaber der Truppen von Niederländisch-Indien.

## Leben

### Familie
Simon de Sandol-Roy entstammte der Familie Sandoz und war der Sohn von Abraham de Sandol (* 22. Februar 1722 in Le Locle; † 29. November 1802 in Neuenburg), einem Regierungsrat und Richter am Gericht der Drei Stände (siehe Stand (Gesellschaft)), und dessen Ehefrau Louise-Lucrèce (* 1731; † 25. Juni 1794), der Tochter des Staatsrats und Kastellans in Vaux-Travers, Simon de Roy (1699–1758). Er hatte noch vier Geschwister.
Im Jahr 1784 heiratete er Gertrude van Schoor (* 1766; † 1833); gemeinsam hatten sie zwei Kinder. Seine Tochter Catherine Lucrèce (* 3. November 1786 in Kapstadt; † 10. Februar 1814 in Amsterdam) war mit dem späteren Generalgouverneur von Niederländisch-Indien, Johannes van den Bosch, verheiratet.

### Werdegang
Simon de Sandol-Roy begann seine militärische Karriere 1771, zunächst in französischen und später in preußischen Diensten. Er trat, wie sein älterer Bruder François Isaac de Sandol-Roy (* 9. Januar 1753; † 22. September 1827), in den Dienst Frankreichs im Schweizer Regiment von François Jean-Philippe de Boccard ein. Einige Zeit später kam er nach Preußen, wo er eine Zeitlang unter Friedrich dem Großen diente, dann ging er nach Polen, wo er gegen die Russen mit den Konföderierten von Bar kämpfte und an deren Niederlage teilnahm. Nach der Niederlage musste er fliehen und es gelang ihm, nach Ungarn zu gelangen, wo er sich einige Monate aufhielt.
Nach seiner Rückkehr nach Neuenburg nahm er den Dienst als Hauptmann im Regiment de Meuron auf und reiste mit dieser Truppe 1784 zum Kap der Guten Hoffnung. Nach dem Abgang seines Bruders, da er sich selbst um eine ihm zustehende Beförderung betrogen fühlte, trat er 1787 in die Armee der niederländischen Ostindien-Kompanie ein. Sein Engagement und seine Leistungen in dieser Position führten 1789 zu seiner Ernennung zum Gouverneur der Molukken, wo er für seine Verdienste den Rittertitel erhielt. Der König von Holland, Louis Bonaparte, verlieh ihm 1808 den Rang eines Generalmajors.
In seiner Rolle als Oberbefehlshaber der Truppen von Niederländisch-Indien gelang es ihm, die britischen Truppen in Batavia zurückzuschlagen, die versuchten, Java einzunehmen.
Als Holland 1810 dem französischen Kaiserreich beitrat, befand sich die Kolonie Java in einer schwierigen Lage; eine recht starke Partei, zu der auch Simon de Sandol-Roy gehörte, war gegen die Franzosen, und obwohl die Metropole nicht mehr existierte, wollte diese Partei, um bessere Tage abzuwarten, die Unabhängigkeit Javas sichern und vor allem diese Kolonie vor den Angriffen der Briten schützen, die zu dieser Zeit die See beherrschten. In der Tat waren die Verbindungen mit Europa unterbrochen, und beträchtliche britische Streitkräfte lagen in Sichtweite der Insel; bald versuchte eine britische Flotte die Kolonie einzunehmen, aber die Angreifer wurden von der holländischen Garnison unter dem Kommando von Simon de Sandol-Roy zurückgeschlagen. Diese wiederholten Angriffe endeten immer in Misserfolgen für die Briten, solange die Kolonie unter der Leitung von Simon de Sandol-Roy stand.
Kaiser Napoleon Bonaparte beobachtete die Ereignisse, die sich im Fernen Osten abspielten. Er wollte die Kräfte Großbritannien in diesen Gewässern aufhalten und erkannte die Bedeutung der Kolonie Java; deshalb wollte er dort einen Mann haben, der ihm völlig ergeben war. Zu diesem Zweck sandte er den General Herman Willem Daendels als Gouverneur-General nach Batavia; dieser setzte Simon de Sandol-Roy und den zivilen Gouverneur, Baron von Siberg, ab und befahl ihnen, die Kolonie zu verlassen. Simon de Sandol-Roy, der mit seinem Schwiegersohn, Oberst Johannes van den Bosch, und dessen Familie auf einem kleinen Handelsschiff eingeschifft war, wurde von einem britischen Kaperfahrer gefangen genommen und nach England gebracht. Nachdem er durch einige Freunde in diesem Land seine Freiheit erlangt hatte, reiste er nach Frankreich und bat um eine Audienz beim Kaiser; aber dieser, durch General Herman Willem Daendels gegen ihn vorgewarnt, weigerte sich, ihm zuzuhören, und stellte ihn einige Zeit unter Arrest.
Simon de Sandol-Roy ging 1811 in den Ruhestand.

## Mitgliedschaften
Simon de Sandol-Roy war auch als Freimaurer aktiv und wurde 1773 die Loge in Toul in Lothringen aufgenommen.